# Дивергенти
 Тази статия е за романа.  За филма от 2014 г. вижте Дивергенти (филм).  
„Дивергенти“ е дебютната книга на американската писателка Вероника Рот, която е публикувана от „HarperCollins Children's Books“ през 2011 г. Книгата е дистопичен роман, предназначен за юноши, като действието се развива във вселената на Дивергентите, което представлява следапокалиптична версия на Чикаго. Новелата разказва за Беатрис „Трис“ Прайър, която изследва своята идентичност в едно общество, което разделя гражданите си според техните социални и личностни качества в пет различни касти. В романа се появява и романтичният сюжет между Трис и един от треньорите ѝ при Безстрашните с прякор Фор (на английски: Four – четири)
Романът е първият публикуван роман на Вероника Рот и излиза малко над година, след като Рот завършва бакалавърската си степен по творческо писане в Северозападния университет. Рот пише романа по време на зимната си ваканция през последната си година в университета. Правата за направата на филма се продават още преди тя да завърши колеж.
Действието се развива в пост-апокалиптичен Чикаго. Първоначално Рот няма намерение да използва Чикаго: „Написах черновата и почувствах, че е необходимо по-земен смисъл за място на действието, така че погледнах града, който бях описала с всички тези влакове, които постоянно се движат, езерото и реките. И осъзнах, че това е всъщност Чикаго, защото това е градът, който познавам и обичам от най-много време.“

## Сюжет
Внимание:  Текстът по-долу разкрива сюжета на произведението (или части от него)!
Действието в романа се развива в пост-апокалиптичен Чикаго, в който оцелелите се разделят в пет касти според техните склонности: Аскети – за самоотвержните, Миротворците – за мирните, Прямите – за честните, Безстрашните – за смелите, и Ерудитите – за интелигентните. Всяка година всички 16-годишни се явяват на изпит, който определя техните наклонности и определя коя каста е най-подходяща за тях. След като получат резултатите си, те могат да решат дали да останат в кастата на своето семейство или да се преместят в нова каста.
Шестнайсетгодишната Беатрис Прайър е родена в семейство на Аскети. Тя не чувства, че принадлежи към Аскетите, защото не смята, че това е истинското ѝ Аз. Нейният тест за наклонности потвърждава това, като резултатите ѝ са неопределени и показват наклонност към три касти – Аскети, Ерудити и Безстрашни. Отговорникът на теста ѝ я предупреждава, че не трябва да казва това на никого, защото това означава, че тя е Дивергент. В деня, в който трябва да избере, тя е изправена пред трудния избор дали да остане при Аскетите, за да са доволни родителите ѝ, или да отиде при друга каста. На церемонията Беатрис решава да напусне Аскетите и се присъединява към Безстрашните. Същевременно брат ѝ Кейлъб избира Ерудитите. Инструкторът на Трис, Фор, обяснява, че не всички ще бъдат приети при Безстрашните. Само 10-те най-добри ще останат, а останалите ще бъдат изгонени и ще трябва да се присъединят към безкастовите. По време на инициацията Беатрис се преименува на Трис и се сприятелява с други трансфери: Кристина, Ал и Уил. Питър, който също трансферира от друга каста, непрестанно я тормози по време на инициацията и провокира приятелите ѝ да правят същото.
Инициацията се разделя на три етапа. Първата включва обучение за използване на оръжие и ножове, както и в борба. Въпреки че е физически по-слаба от повечето ѝ връстници, Трис приключва първия етап на шесто място, побеждавайки Моли, която първоначално е на първо място. След като класирането е обявено, Питър е ядосан и изплашен от Едуард, който завършва на първо място, и затова го пробожда в окото с нож в нощта преди посещението на родителите. В деня, в който родителите могат да дойдат на визита при децата си, Трис осъзнава, че майка ѝ е израснала при Безстрашните. Междувременно Ерудитите готвят преврат срещу Аскетите, които оглавяват правителството. Според доклади на Ерудити лидерът на Аскетите, Маркъс е тормозил сина си, който се е присъединил към Безстрашните две години по-рано. Същите започват да подбуждат слухове за родителите на Трис, тъй като и двете им деца се прехвърлят в друга каста. Освен това Ерудитите обвиняват Аскетите, че отмъкват запаси. По същото време Трис се сприятелява с някои от младежите, родени при Безстрашните, включително Юрая, Лин и Марлин.
Вторият етап на инициацията включва симулации, които наподобяват теста за наклонности. Те принуждават съревноваващите се да се изправят пред страховете си. Трис е Дивергент и затова тя осъзнава кога е под симулация, докато останалите не могат. Така тя успява да използва това си предимство при симулациите. Трис се изкачва до първо място и затова Питър, Дрю и Ал я нападат, опитват се да я насилят и след това да я хвърлят в пропастта, която се намира в щаба на Безстрашните. Но Фор се намесва и я спасява. След това Ал моли Трис за прошка, но тя отказва да му прости, затова скоро след това той се самоубива.

## Теми

### Идентичност
Подобно на други произведения фантастика за деца и млади възрастни романът разглежда мястото на авторитета и идентичността във връзката на младежите с родителите им и с други социални групи. Критикът Антеро Гарсия описва тематичното сходство между тези дистопични романи като интерес в „начина на схващане на властта от младежите и възрастните“, сравнявайки романа с „Unwind“ от Нийл Шустърман. В „Ню Йорк Таймс“ Сузан Доминъс казва, че „„Дивергенти“ разкрива по-разпространена тревога в младежкия период – болезненото осъзнаване, че да останеш сам понякога означава да изоставиш семейството си както идеологически, така и физически“. Според „Гласът на Младежите говори“ (на английски: „The Voice of Youth Advocates“) „написването на „Дивергенти“ показва натиска да се избере между това да следваш стъпките на родителите си или да направиш нещо ново“. Подобно на това критикът Антеро Гарсия сравнява тематичния интерес в героите, „които са принудени да понасят ограничения относно тяхната идентичност и работа, характерна за тяхната идентичност“ с подобен интерес в наложените идентичности и работа в дистопични романи за деца като „Подборът“ на Алисън Брейтуейт Конди и „Невъзможно бягство“ от Джеймс Дашнър.

### Социална структура и знание
Някои ревюта критикуват дълбочината и реализма на социалните структури в романа. Например, „Киркъс“ нарича социалната структура „абсурдно място“. Подобно на това „Booklist“ нарича структурата „опростен, кодиран с цветова свят, който показва правдоподобност от време на време“. В ревю за студентския вестник на Университета в Уисконсин-Уайтуотър „Royal Purple News“ Абрил Бакхаус подчертава факта, че „цялата система изглежда незначителна“ и реторично пита „Как е възможно който и да било човек със своите безкрайни емоции и преживявания да се сведе до едно качество, което да толерира до края на живота си и което да избере на 16-годишна възраст?“. В интервю Рот разказва, че социалната структура се е развила от първоначалната ѝ представа и концепция, като добавя Прямите, за да попълни „празнина в аргументите за този свят, която трябвало да се попълни.“.
Голяма част от ефекта на социалната структура върху романа е да се разделят различните видове знание, до които героите имат достъп. В главата на книгата си, в която се разкрива как познанието на различни видове знание влияе на поредицата, Алис Къри описва кастите и тяхната доктрина като умишлено създадена пропаст в познанието на техните инициирани.
|  | Тази страница частично или изцяло представлява превод на страницата Divergent (novel) в Уикипедия на английски. Оригиналният текст, както и този превод, са защитени от Лиценза „Криейтив Комънс – Признание – Споделяне на споделеното“, а за съдържание, създадено преди юни 2009 година – от Лиценза за свободна документация на ГНУ. Прегледайте историята на редакциите на оригиналната страница, както и на преводната страница, за да видите списъка на съавторите. ВАЖНО: Този шаблон се отнася единствено до авторските права върху съдържанието на статията. Добавянето му не отменя изискването да се посочват конкретни източници на твърденията, които да бъдат благонадеждни. |